# Cleostrato (mitologia)
Nella mitologia greca, Cleostrato era il nome di uno degli eroi di Tespie, città della Beozia, famoso per aver sconfitto un drago che da molto tempo uccideva i giovani della città.

## Il mito
A Tespie c'era l'usanza di sacrificare ogni anno un giovane al drago che imperversava nel luogo ed un giorno venne scelto Cleostrato tramite sorteggio, ma egli grazie all'aiuto del suo amante Menestrato (che gli fabbricò un'armatura di metallo con particolari ganci), riuscì ad affrontare l'orrenda creatura. Cleostrato non era abile con le armi ed infatti venne subito divorato dal mostro, ma i ganci di ferro (o squame) dilaniarono dall'interno la creatura uccidendola. 

Cleostrato in ogni caso non sopravvisse allo scontro.